# Ostrucha křivočará
Ostrucha křivočará (Pelecus cultratus; Linné, 1758) je sladkovodní ryba z čeledi kaprovití, která je typická svým neobvyklým vzhledem, včetně zakřivení postranní čáry, které dalo ostruchám český druhový název.

## Popis
Tělo je ze stran silně zploštělé, hřbetní linie téměř rovná zatímco břišní část těla je výrazně vyklenutá s ostrým kýlem. Prsní ploutve jsou poměrně dlouhé, ostře ukončené, dosahující až k úrovni výrazně menších břišních ploutví, které jsou posunuty blíže k řitnímu otvoru. Hřbetní ploutev je krátká s 10–11 paprsky, posunutá výrazně do zadní části těla až za břišní ploutve. Naproti tomu řitní ploutev je poměrně dlouhá, obsahující 29–32 měkkých paprsků. Ocasní ploutev mohutná, výrazně vykrojená. Hlava je oproti zbytku těla poměrně malá s velkýma očima. Ústa jsou hluboce rozeklaná s výrazným horním postavením. Typická je postranní čára, která neprobíhá přímo podél středu boků, ale je zakřivená více k břichu a několikrát mění směr. Počet šupin v postranní čáře se pohybuje v rozmezí 90–115. Požerákové zuby jsou dvouřadé v postavení 2,5–5,2.
Hřbet je zbarven olivově až tmavě šedě. Na bocích přechází zbarvení ke stříbřitě lesklé, břicho je bílé. Hřbetní a řitní ploutev jsou šedé, ostatní mají červený nebo žlutý nádech. Oči jsou stříbřité.
Ostrucha dorůstá délky až 60 cm a hmotnosti 3,5 kg. Obvykle se však vyskytují kusy o délce 25–40 cm. Nejstarší doložený exemplář dosáhl věku 16 let.

## Rozšíření a stanoviště
Ostrucha obývá volné stojaté až mírně tekoucí dolní části řek a brakické vody. V období rozmnožování vystupuje výše proti proudu řek, kde se vytírá. Během dne přebývá obvykle u dna a k hladině vyplouvá až po setmění. Obývá severní část úmoří Černého moře včetně povodí Dunaje, povodí Volhy a částečně také úmoří Baltského moře, kde však její početnost výrazně poklesla.

## Potrava
Značnou část potravy tvoří vodní bezobratlí, tedy různí korýši a hmyz, dále pak také náletový hmyz, který sbírá z hladiny. Mimoto přijímá i rybí potěr a větší ostruchy také menší rybky.

## Rozmnožování
Ostruchy pohlavně dospívají ve 3.–4. roce života. Tření probíhá od května do července, kdy ryby táhnou proti proudu řek, popřípadě se přesouvají z brakických vod k pobřeží do ústí velkých toků. Bílé, průzračné jikry se žlutavým nádechem o průměru okolo 1,5 mm jsou kladeny buď na vodní rostliny nebo přímo volně do vodního sloupce. Počet jiker se obvykle pohybuje okolo 50 000. K líhnutí dochází podle podmínek během dvou až čtyř dnů, přičemž jak jikry tak i plůdek je pasivně driftován po proudu do dolních toků.